# マリー・ラクロ
マリー・ジュスティヌ・ラクロ（Marie Justine Raclot、1814年2月9日 - 1911年1月20日）は、明治時代に来日したフランスの社会事業家、修道女で、ヨーロッパ人宣教女として初めて日本に来た人物のひとりである。メール・マチルド（Mere Sainte Mathilde）、マザー・マチルドとも呼ばれる。

## 経歴・人物
若くしてパリに所在するサンモール修道会（現在の幼きイエス会）の会員となり修道女として活動し、1872年（明治5年）に日本使徒座代理区（現在のカトリック東京大司教区）を務めていたベルナール・プティジャンの要請により他の会員4名と共に来日する。
その後は横浜および東京を中心に日本に滞日する外国人の子供たちの教育に携わり、また日本人の孤児の救済や養育活動等に携わって孤児院「仁慈堂」を開設した。後に日本サンモール会の修道院長を務め、1900年（明治33年）に紅蘭女学校（現在の学校法人雙葉学園、横浜雙葉中学校・高等学校）の設立に携わった。

## 関連文献
- 小河織衣『メール・マティルド 日本宣教とその生涯』有隣堂〈有隣新書〉、1990年。ISBN 9784896600957。